# عزلة آل منصور الملاجم (البيضاء)
عزلة ال منصور الملاجم هي إحدى عزل مديرية الملاجم في محافظة البيضاء اليمنية ويبلغ تعداد سكانها 9562 نسمة حسب التعداد السكاني في اليمن لعام 2004.

## روابط خارجية
- الجهاز المركزي للإحصاء بالجمهورية اليمنية
- المركز الوطني للمعلومات باليمن
- World Gazetteer:Yemen
- الدليل الشامل